# Waldemar Pelc
Waldemar Lech Pelc (ur. 7 września 1956 w Krakowie) – polski przedsiębiorca i polityk, poseł na Sejm I kadencji.

## Życiorys
W latach 80. związany z opozycją, zajmował się m.in. organizacją kolportażu podziemnego pisma „Tymczasem”. Ukończył w 1986 studia na Wydziale Mechanicznym Politechniki Krakowskiej. Był właścicielem firmy Krakpol i restauracji Wyrwigrosz. Na początku lat 90. został właścicielem prywatnego krakowskiego dziennika „Depesza”. W 1992 był notowany na 90. miejscu listy 100 najbogatszych Polaków tygodnika „Wprost”.
W 1991 uzyskał mandat posła na Sejm I kadencji, który wykonywał do 1993. Został wybrany w okręgu krakowskim z listy Kongresu Liberalno-Demokratycznego. Zasiadał w Komisji Handlu i Usług oraz w Komisji Polityki Gospodarczej, Budżetu i Finansów. Później wycofał się z działalności politycznej, zajmując się nadal prowadzeniem działalności gospodarczej.
W 2022 został odznaczony Krzyżem Wolności i Solidarności.